# 中国人民解放軍空軍の師団等一覧
中国人民解放軍空軍の師団等一覧（ちゅうごくじんみんかいほうぐんくうぐんのしだんとういちらん）は、2003年時点の中国人民解放軍空軍の師団（師）及び独立連隊（団）の一覧である。

## 師団

### 戦闘機（殲撃機）師団
- 第1師団 - 遼寧省鞍山、大連。J-11、J-8II、J-8I
- 第2師団 - 広東省遂渓、広西省柳州、南寧。Su-27、J-7E、J-7II
- 第3師団 - 安徽省蕪湖。Su-27、Su-30、J-7II
- 第6師団 - 寧夏銀川。J-6
- 第7師団 - 山西省懐仁。J-7II
- 第9師団 - 広東省仏山、韶関、広州。J-8D、J-8II、J-7II
- 第12師団 - 山東省済南（威海）。J-7II、J-6
- 第14師団 - 江西省樟樹。J-7II
- 第18師団 - 湖南省長沙。J-8D、J-7II
- 第19師団 - 河南省鄭州。Su-27、J-7II
- 第21師団 - J7、J6
- 第24師団 - 天津楊村。J-8、J-7II
- 第26師団 - 上海崇明（江蘇無錫、蘇州）。J-8II、J-7II
- 第29師団 - 浙江省衢州。J-7III、J-7D
- 第30師団 - 遼寧省丹東。J-8、J-6
- 第33師団 - 重慶白石駅、大足。Su-27、J-7II
- 第37師団 - ウルムチ。J-7II
- 第42師団 - 陝西省西安（広西省南寧）。J-7II
- 第44師団 - 雲南省蒙自、昆明。J-7II

### 攻撃機（強撃機）師団
- 第5師団 - 山東省濰坊（済南）。Q-5
- 第15師団 - 河北省張家口。J7IIIとQ-5の混成師団
- 第11師団 - Q-5
- 第28師団 - 杭州筧橋。Q-5

### 爆撃機（轟炸機）師団
- 第8師団 - 山西省大同（甘粛省蘭州）。H-6とH-6給油機の混成師団
- 第10師団 - 安徽省懐寧。H-6
- 第36師団 - 陝西省武功。H-6

### 輸送機（運輸機）師団
- 第4師団 -
- 第13師団 - 湖北省漢陽、河南省開封。An-26/-24、Y8、Y-7、Y-5
- 第34師団 - 北京南苑。Il-76、Tu-154、B-737。中国連合航空公司（China United Airlines；CUA）の機体を含む。

## 独立連隊
- 独立第1偵察連隊 - 江西省泰和。JZ-6
- 独立第2偵察連隊 - 江蘇省蘇州。JZ-6
- 独立第3偵察連隊 - JZ-8
- ミサイル試験連隊 - 甘粛省酒泉。J-7、J-6、H-5
- 独立輸送機連隊 - Y-5
- 独立輸送機連隊 - Y-7、Y-5
- 独立第4連隊 - 陝西省武功。Y-8E、WZ-5